# Metka Franko
Metka Franko, slovenska igralka, * 16. februar 1943, Solkan.

## Življenje in delo
Rodila se je v družini političnega delavca Otokarja in Marije Franko, rojene Gorjan. Osnovno šolo je obiskovala v rojstnem kraju (1949–1945), gimnazijo pa v Novi Gorici. Pri Mestnem gledališču v Novi Gorici je začela sodelovati leta 1961 in bila potem angažirana skozi vse faze njegovega razvoja do ustanovitve Primorskega dramskega gledališča leta 1962, pri katerem je do 1972 nastopala kot honorarni, kasneje pa kot redni član. Snemala je tudi za TV in film. Kot filmska igralka je nastopila v več domačih filmih, med drugim tudi v Ljubezen na odoru (režija Vojko Duletič, 1973) in Bele trave (Boštjan Hladnik, 1976) in nekaterih tujih. Dvakrat je snemala za bavarsko TV München ter nastopala tudi v radijskih igrah na Radiu Maribor. V letih 1973 in 1974 je bila članica akcijskega odbora goriškega srečanja Mladih odrov. Do leta 1972 je nastopala pod imenom Metka Ferrari.
Franko je pravnukinja Matije Doljaka, slovenskega politika. Njen mož je bil Sergej Ferrari, slovensko-italijanski igralec. 